# شکلات‌خوری

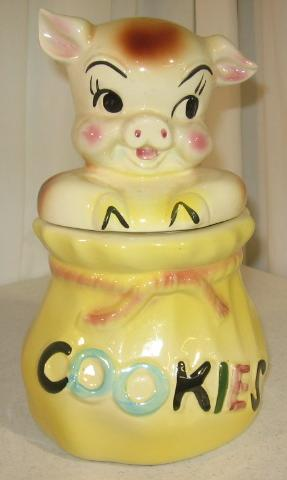
یک شکلات‌خوری خوکی شکل

شکلات‌خوری (به انگلیسی: Cookie jar) ظروفی معمولاً درب دار هستند که برای نگهداری و پذیرایی شکلات استفاده می‌شود. شکلات‌خوری از اواخر قرن هجدهم در انگلستان مورد استفاده قرار گرفته‌اند. آنها اغلب از شیشه با درب فلزی ساخته می‌شدند. شکلات‌خوری در آمریکا در زمان رکود بزرگ در سال ۱۹۲۹ رایج شد.